# 船團救援艦

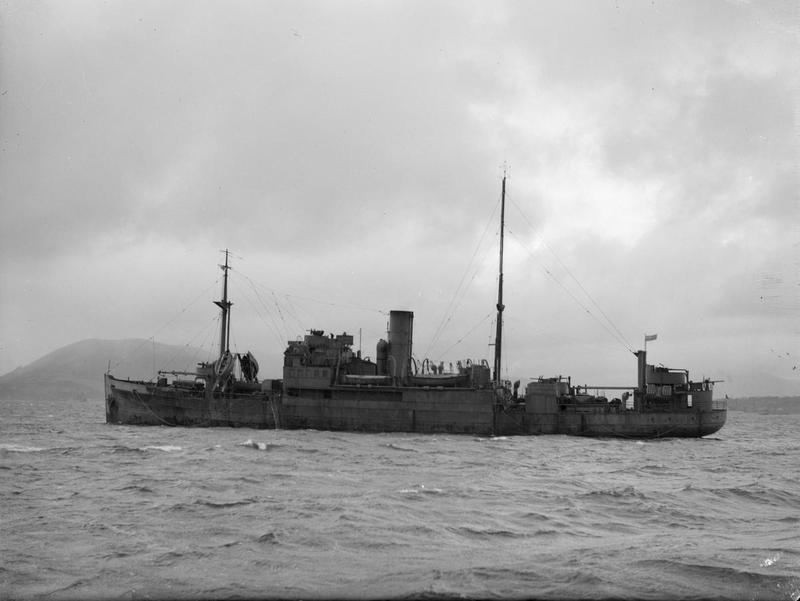
1943年，護航救援船 SS Gothland。

在第二次世界大戰期間，專門指定的護航救援船（convoy rescue ships）會伴隨某些大西洋護航隊行動，以救援遭襲船隻的倖存者。這些救援船通常是由具有乘客艙位的小型貨輪改裝而成，用以執行救援任務。改裝工程包括擴建船上廚房與食物儲藏區，並提供約150人的臥舖與衛生設施。為投入救援任務，艦上還會加裝攀爬網於兩舷，並將原有救生艇換成適合在公海作業的艇隻。救援船上通常也會配備簡易手術室，由隨行海軍軍醫與醫務室人員操作。

## 服役情況

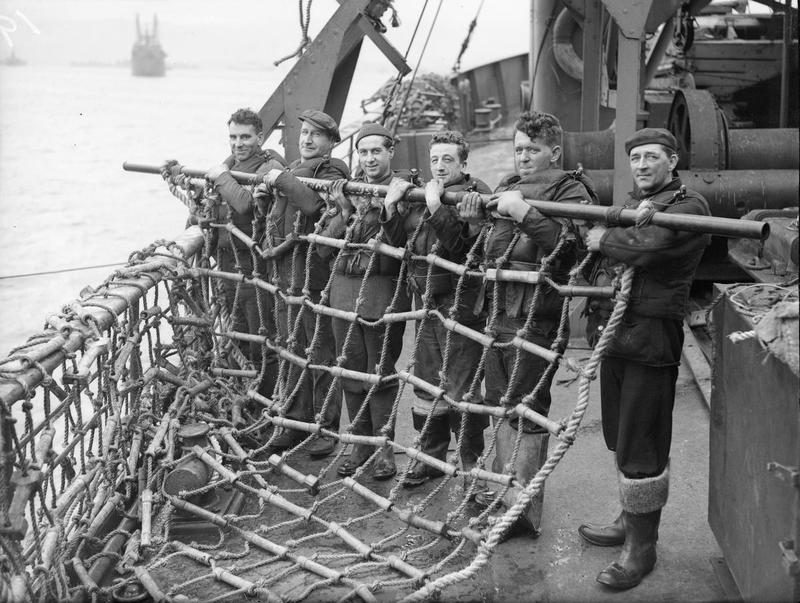
Gothland 號船員與用來救援倖存者的攀爬網。

第一艘經特別裝備的救援船於1941年1月投入服役。當沒有救援船可用時，部分大型遠洋拖船或改裝拖網漁船有時也會被指定執行救援任務。
至戰爭結束為止，總計有30艘救援船被建造或改裝，參與了797次護航任務，成功救起來自119艘船隻的4,194名倖存者。共有七艘救援船在戰爭中損失，其中六艘遭敵方擊沉（三艘被U型潛艇擊沉，另三艘遭飛機攻擊）。

## 起源

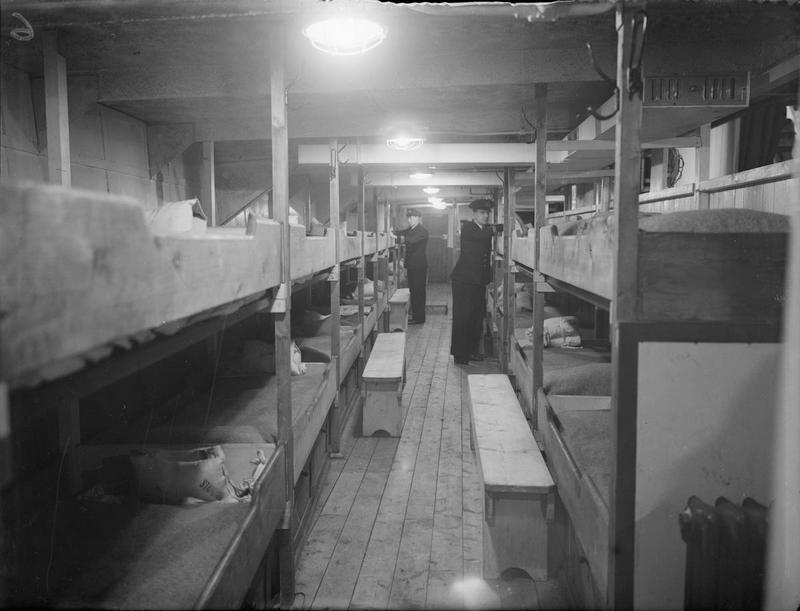
1943年，一艘救援船上的倖存者艙房。

1940年，海軍上將麥克斯·霍頓爵士（Sir Max Horton，後來擔任西方指揮部總司令）向英國海軍部提出了設置救援船的構想。該構想是讓商船護航隊中出現不載貨的商船，專門執行援救任務，負責拯救遭敵方擊沉船隻的船員生命。這些救援船將部署在船隊中央列的一個後方位置上。
從這個位置，救援船可以觀察到落隊的受損船隻，並迅速前往轉移倖存者。此外，救援船還能提供外科或其他急救治療，讓其他貨船能繼續航行，而護航艦艇能專注對抗來襲的U型潛艇或飛機。
設立救援船是基於初期作戰經驗的回應。在每次護航任務中，每艘商船都會被分配到固定位置，使整個船隊編成多列縱向航行的隊形，每列有三到五艘船。各列最前方的領航船之間，以與船隊航向垂直的方向相隔1,000碼（約910公尺），而每列中的船艦則以800碼（730）間距依序航行。 一個典型船隊寬約8至10（5.0至6.2英里），長約3（1.9英里）。
初期的護航隊救援計畫規定，每列隊伍最後一艘商船負責救援本列中其他遭襲船艦的倖存者。 若該末尾船艦本身遭擊沉，則救援任務將由護航的軍艦接手。實際上，軍艦執行救援任務的次數遠高於原先預期的25%，這是因為部分商船不願意離開船隊保護圈，冒著成為靜止目標的風險去救援落水者。此外，商船本身並不適合執行機動救援任務，也缺乏適當的救援設備。
為了執行此任務，英國海軍部尋找小型、快速且具機動性的船隻，並從克萊德航運公司（Clyde Shipping Company）的沿岸客輪中徵用了許多船艦。這些被徵用的客輪航速約為11至12節，足以在完成救援行動後追上航速10節的船隊。儘管這些船艦並非為橫渡大西洋或北極海設計，但無一艘因大西洋風暴而損失；僅有一艘在紐芬蘭自治領外海因結冰而沉沒。
救援船並非醫院船，因此從德國潛艇或轟炸機的角度來看，仍為合法攻擊目標。基於此，海軍部為其配備了防空炮（AA炮），以在脫離船隊、易遭敵襲時提供自衛能力。除了救援與治療倖存者的設備外，救援船還配備了高頻無線電測向儀（High Frequency radio Direction Finding，縮寫為HF/DF，俗稱「哈夫達夫（Huff-Duff）」），用以協助定位U型潛艇。 救援船部署於船隊後方，其HF/DF系統可與通常在船隊前方巡邏的護航指揮艦上的HF/DF設備形成良好的三角定位效果。
救援船服務由英國皇家海軍志願後備隊（RNVR）的L·F·馬丁（L. F. Martyn）中尉組織，他日後還合著出版了一本書，詳述救援船的成功事蹟與面臨的挑戰。

## 護航救援船列表
這些船隻曾擔任救援任務：

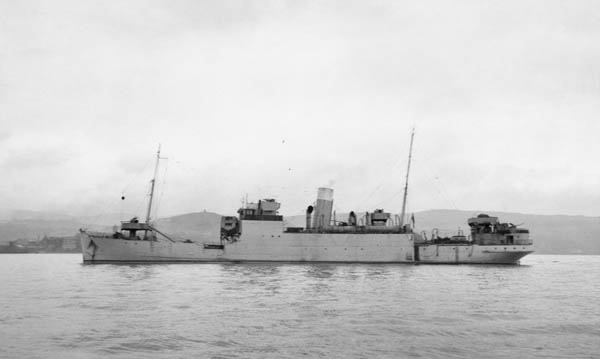
拉斯林號（Rathlin）

- 阿博因號（Aboyne），總噸位1020噸，建於1937年，自1943年6月11日起執行救援任務，參與26次護航，救起20名生還者。
- 阿克林頓號（Accrington），1678噸，建於1910年，自1942年7月26日起服役，參與36次護航，救起141人。
- 比奇號（Beachy），1600噸，建於1936年，自1941年1月起服役，參與5次護航，於1941年1月11日執行HG-49護航任務時遭飛機擊沉。
- 貝里號 (1911年)（Bury），1686噸，建於1911年，自1941年12月27日起服役，參與48次護航，救起237人。
- 科普蘭號（Copeland），1526噸，建於1923年，自1941年1月29日起服役，參與71次護航，救起433人。
- 杜斯伯里號（Dewsbury），1686噸，建於1910年，自1941年9月29日起服役，參與43次護航，救起5人。
- 鄧迪號（Dundee），1541噸，建於1934年，自1943年8月8日起服役，參與24次護航，救起11人。
- 埃迪斯通號（Eddystone），1500噸，建於1927年，自1943年6月11日起服役，參與24次護航，救起64人。
- 帝國木匠號（Empire Carpenter）
- 帝國安慰號（Empire Comfort），1333噸，改裝自城堡級輕型護衛艦，建於1945年，自1945年2月25日起服役，參與8次護航。
- 帝國救生員號（Empire Lifeguard），1333噸，改裝自城堡級輕型護衛艦，建於1944年，自1945年3月7日起服役，參與6次護航。
- 帝國和平使者號（Empire Peacemaker），1333噸，城堡級輕型護衛艦，建於1945年，自1945年2月10日起服役，參與8次護航，救起3人。

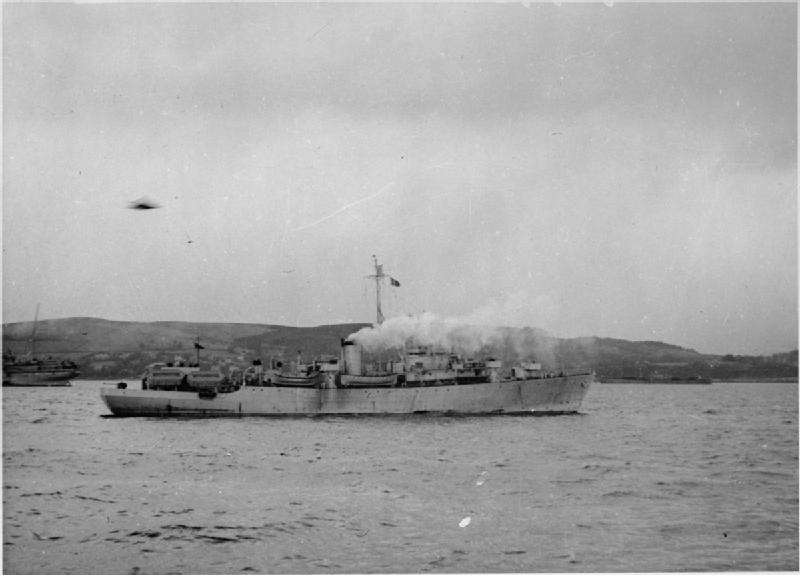
帝國休息號（Empire Rest），由輕型護衛艦改裝。

- 帝國休息號（Empire Rest），1327噸，城堡級輕型護衛艦，建於1944年，自1944年11月12日起服役，參與11次護航。
- 帝國庇護號（Empire Shelter），1336噸，城堡級輕型護衛艦，建於1945年，自1945年4月16日起服役，參與6次護航。
- 法斯內特號（Fastnet），1415噸，建於1928年，自1943年10月7日起服役，參與25次護航，救起35人。
- 古德溫號（Goodwin），1569噸，建於1917年，自1943年4月28日起服役，參與25次護航，救起133人。
- 哥斯蘭號（Gothland），1286噸，建於1932年，自1942年2月5日起服役，參與41次護航，救起149人。
- 霍恩特斯特羅姆號（Hontestroom），1875噸，建於1921年，自1941年1月11日起服役，參與12次護航，救起86人，[7]於1941年5月撤出救援任務。
- 伊南達號}（Inanda），5985噸，建於1925年，僅參與一次任務，為OB 119護航。[8]
- 梅爾羅斯修道院號（Melrose Abbey），1908噸，建於1929年，自1942年2月11日起服役，參與46次護航（含SC 121船團），救起85人。[9]
- 珀斯號（Perth），2258噸，建於1915年，自1941年5月5日起服役，參與60次護航，救起455人。
- 平托號（Pinto），1346噸，建於1928年，自1942年5月12日起服役，參與10次護航，救起2人，於1944年9月8日執行HX 305護航時被德國U-482潛艇擊沉，16名船員罹難。
- 拉斯林號（Rathlin），1599噸，建於1936年，畫像，自1941年10月2日起服役，參與47次護航（含PQ 17船團），救起634人。[10]

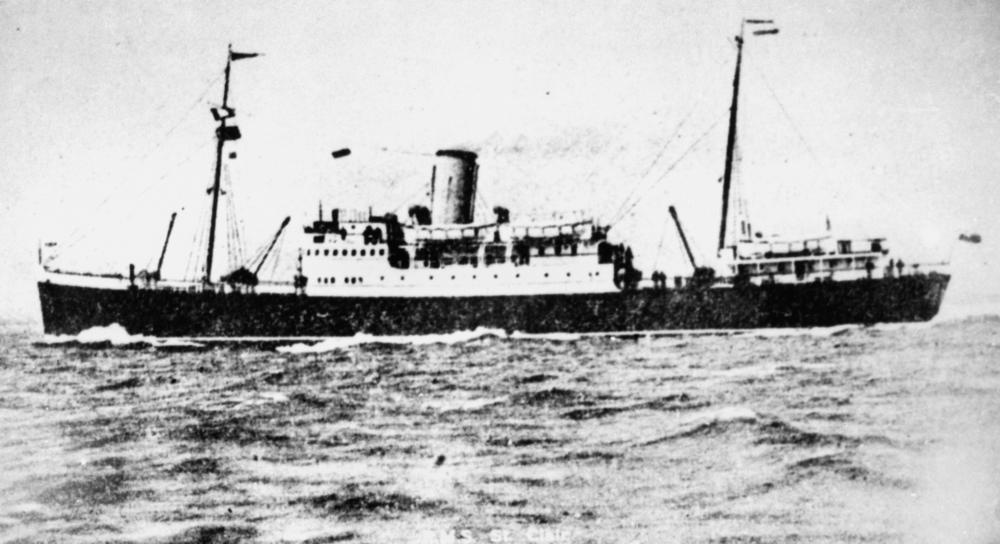
聖克萊爾號（St Clair）

- 聖克萊爾號（St Clair），1636噸，建於1937年，自1944年7月1日起服役，參與14次護航。
- 聖蘇尼瓦號（St Sunniva），1368噸，建於1931年，自1942年12月7日起服役，曾參與ON 158船團，推測於1943年1月23日因甲板積冰翻覆，全員64人罹難。
- 斯托克波特號（Stockport），1683噸，建於1911年，自1941年10月22日起服役，參與16次護航（含SC 107船團），救起413人，1943年2月23日執行ON 166船團任務時被德國U-604潛艇擊沉，63名船員與先前救起的生還者全部罹難。[11]
- 敘利亞王子號（Syrian Prince），1989噸，建於1936年，自1943年11月18日起服役，參與19次護航。
- 賈爾杜爾號（Tjaldur），1130噸，建於1916年，自1941年10月26日起服役，參與3次護航，於1941年12月撤出救援任務。
- 圖華號（Toward），1571噸，建於1923年，自1941年10月24日起服役，參與45次護航，救起341人，[7] 1943年2月7日執行SC 118船團任務時被德國U-402潛艇擊沉，2人生還，54名船員罹難。[12]
- “MV”号（Walmer Castle），906噸，建於1936年，自1941年9月12日起服役，參與OG-74船團，救起81人，1941年9月21日遭福克-沃爾夫 Fw 200轟炸機擊沉，11名船員與20名生還者罹難。[13]
- 扎法蘭號（Zaafaran），1567噸，原名Philomel，建於1921年，自1941年3月23日起服役，參與26次護航，救起220人，1942年7月5日執行PQ 17船團時遭空襲擊沉，一名船員喪生。[10]
- 扎馬雷克號（Zamalek），1565噸，原名Halcyon，建於1921年，自1941年2月26日起服役，參與68次護航（含PQ 17船團與SC 130船團），救起665人，亦參與QP 14任務。[10]

## 筆記
1. 1 2 3 4  Hague 2000 p.90
2. ↑  Hague 2000 p.92
3. 1 2 3  Hague 2000 p.91
4. 1 2  Hague 2000 pp.89 & 90
5. ↑  Seth 1962 p.78
6. ↑  Hague 2000 p.89
7. 1 2 3  Schofield, B. . Edinburgh and London: William Blackwood & Sons Ltd. 1968: 165.
8. ↑  . Convoyweb.   [15 September 2011]. （原始内容存档于24 September 2012）.
9. ↑  Rohwer & Hummelchen 1992 p.196
10. 1 2 3  Irving 1968 p.182
11. ↑  Rohwer & Hummelchen 1992 p.194
12. ↑  Rohwer & Hummelchen 1992 p.191
13. ↑  Rohwer & Hummelchen 1992 p.86